# آلخاندرو سیکیروس
آلخاندرو سیکیروس (به انگلیسی: Alejandro Siqueiros) (زادهٔ ۲۸ اکتبر ۱۹۸۲) شناگر اهل مکزیک است.